# Susumu Matsushita
Susumu Matsushita (松下進?, Matsushita Susumu; Fussa, 6 febbraio 1950) è un fumettista e illustratore giapponese, famoso per il suo stile influenzato dai fumetti americani.
I suoi lavori più famosi sono la mascotte Neppe degli Orix Buffaloes, i videogiochi Motor Toon Grand Prix, la serie Hudson's Adventure Island e i disegni di Maximo.
Le illustrazioni di Matsushita sono apparse frequentemente sulle riviste videoludiche, incluse numerose copertine di Famitsū (per la quale Matsushita ne ha disegnato la mascotte, Necky la volpe).
Matsushita è anche il creatore di alcune mascotte di numerose riviste affiliate a Famitsū, fra cui:
- Famitsu Bros. (per la quale Matsushita ha disegnato la mascotte, Arnold)
- Satellaview Tsūshin (per la quale Matsushita ha realizzato Sabi lo scoiattolo volante (サビー・ザ・フライング スクウィラル?)
- Famitsu PS (per la quale egli ha creato Penguin Bros (ペンギン・ブラザース?)
- Game Boy Tsushin (per la quale ha realizzato Buggy il pipistrello (バギー・ザ・バット?)

Matsushita ha poi creato mascotte e personaggi per eventi videoludici quali per esempio Space World (per la quale Matsushita ha disegnato Lucky Rabbit & friends).